# Nembo (1902)
«Нембо» (італ. Nembo) — ескадрений міноносець  однойменного типу ВМС Італії часів Першої світової війни.

## Історія створення
Ескадрений міноносець був закладений на верфі «Cantieri Pattison» в Неаполі 6 серпня 1899 року. Корабель був спущений на воду 18 травня 1901 року, вступив у стрій 26 червня 1902 року.

## Історія служби
У 1912 році, корабель, як і однотипні есмінці, був модернізований. 57-мм гармати «57/43 Mod. 1887» були замінені на 76-мм «76/40 Mod. 1916 R.M». 356-мм торпедні апарати були замінені на 450-мм.

### Італійсько-турецька війна
З початком італійсько-турецької війни «Нембо» разом з однотипними  «Турбіне», «Бореа» і «Аквілоне» був включений до складу IV ескадри есмінців.
17 квітня корабель отримав пошкодження внаслідок зіткнення з «Турбіне», але вже наступного дня зміг,  разом з іншими італійськими кораблями, взяти участь у обстрілі турецьких укріплені в Дарданеллах.
У травні 1912 року есмінець брав участь в окупації островів Ліпсі і Додеканес.
У 1914-1915 роках на кораблі було встановлене обладнання для постановки 10-16 мін.

### Перша світова війна
Після вступу Італії у Першу світову війну «Нембо» разом з однотипними есмінцями «Аквілоне», «Есперо», «Бореа» і «Турбіне» був включений до складу V ескадри есмінців, яка базувалась в Таранто.
23 червня 1916 року «Нембо» разом з французьким есмінцем «Каск» (до яких згодом приєднались 4 італійські міноносці та французький есмінець «Проте») брав участь у порятунку екіпажів допоміжного крейсера «Чітта ді Мессіна» і французького есмінця «Фурш», потоплених підводним човном «U 15» в протоці Отранто.
У жовтні 1916 року «Нембо» разом з есмінцями «Аскаро», «Бореа», «Гарібальдіно» та 4 міноносцями супроводжував крейсер «Франческо Ферруччо» та транспорти «Чойсінг», «Польчевера», «Аусонія» і «Булгарія», які здійснювали висадку десанту в Саранді (Албанія).
16 жовтня «Нембо» вийшов зі Вльори, супроводжуючи пароплав «Борміда» із солдатами на борту, який прямував до Саранди. Між Вльорою і островом Сазані конвой був атакований австро-угорським підводним човном «U 16». В есмінець влучили 2 торпеди, він розламався навпіл і швидко затонув у точці з координатами 40°08′ пн. ш. 19°30′ сх. д. / 40.133° пн. ш. 19.500° сх. д.. 
В свою чергу, підводний човен «U 16» також був потоплений у ході бою. Причина його загибелі не зовсім ясна. За одними даними, він був протаранений есмінцем «Нембо», за іншими - потоплений глибинними бомбами, які потрапили в море після потоплення «Нембо»
З 53 членів екіпажу 32 загинули, в тому числі капітан корабля Руссо. 23 морякам вдалось врятуватись: вони були підібрані італійськими кораблями або дістатись берега уплав.